# Egmond (gitaarbouwer)

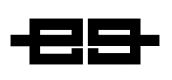
Logo

Egmond (1935–1976), ook wel Egmond Gitarenfabriek genoemd, was een Nederlandse gitaarfabrikant uit de omgeving van Eindhoven.
Van begin jaren 1930 tot begin jaren 1970 vervaardigde het bedrijf verschillende soorten akoestische, elektrische en basgitaren. Op het hoogtepunt, in de jaren zestig, werden er duizenden gitaren per week geproduceerd. Negentig procent van de gitaren werd geëxporteerd, vooral naar de Verenigde Staten.
Egmond-gitaren werden bespeeld door beroemdheden zoals Roy Orbison, Paul McCartney en George Harrison van The Beatles, Brian May van Queen en The Rockets. Ook de Nederlandse artiesten Rob de Nijs, Peter Koelewijn, Johnny Hoes, The Blue Diamonds en The Tielman Brothers hebben een Egmond-gitaar bespeeld.

## Historie

Vlnr: Uilke Gerard, Jaap, Annie Dekker met Dick op haar arm, Johan, Piet en Annie. Oudste zoon Gerard ontbreekt op deze foto.

De oprichter van de latere Egmond gitarenfabriek, Uilke Egmond (1878-1959), was stationschef van beroep. Hij trouwde met Johanna Dekker (1878)  en kregen zes kinderen: Gerard (1904-1974), Anna Catharina (Annie) (1907), Pieter (Piet) (1909), Johan Christiaan (Johan) (1915 -1925), Dirk Jacobus (ook wel Dick genoemd) (1920-1992), en Jacob Adriaan (Jaap) (1921-1993). Uilke ging op zijn 55e met pensioen.
Hij was een begenadigd vioolspeler en na zijn pensionering begon hij met muzieklessen geven en hij startte in Valkenswaard de muziekwinkel “Musica” waar instrumenten verkocht werden die afkomstig waren uit Tsjechië, Duitsland en Spanje. Omdat veel van zijn leerlingen uit Eindhoven kwamen verhuisde Egmonds muziekschooltje annex muziekwinkel in 1935 naar Kerkstraat 48 in Eindhoven.

### 1935-1960: Eindhoven
De oudste zoon Gerard, de latere algemeen directeur van Egmond, ging al in 1936 met Uilke naar de muziekbeurs in Leipzig en startte, naast pianoreparatie, de eerste gitaarproductie vanuit de Kerkstraat in Eindhoven en een schuurtje aan de Gestelsestraat in Eindhoven. Het maken van de eerste gitaar duurde één week. Later werd een fabriekje in de Ten Hagestraat, Eindhoven gestart en aan de Smalle Haven ook in Eindhoven. Dit werd verwoest door een Brits bombardement in 1942. De eigen productie beperkte zich toen tot eenvoudige akoestische gitaren en Hawaiiaanse steelgitaren, ook werden reparaties aan diverse muziekinstrumenten uitgevoerd.
Toen tijdens de oorlog de handel in muziekinstrumenten stil kwam te liggen werd gestart met het zelf bouwen van gitaren. Door de oorlog kon Gerard zijn baan op de grote vaart niet behouden en kwam hij in de zaak van zijn vader. Later kwamen Dick en Jaap ook in de zaak werken. De taakverdeling onder de broers was als volgt: Gerard was algemeen directeur, Dick was technisch directeur en Jaap beheerde de muziekwinkel 'Musica' die intussen in de Hooghuisstraat in Eindhoven gevestigd was en waar onder meer de Egmond-producten verkocht werden.
Begin jaren 1950 was er twintig man personeel in dienst en werden er vijftig gitaren per week gebouwd. Naast gitaren werden er ook versterkers en gitaarelementen geproduceerd. Rond 1955 was het aantal personeelsleden gegroeid naar dertig en werden er vijfhonderd gitaren per week geproduceerd en in 1960 maakten tachtig man zo'n 2.000 gitaren per week.

### 1960-1976: Best
In mei 1960 vestigde het bedrijf zich in een nieuwbouw pand aan de Randweg 2 te Best Egmond N.V. Best. Daarna kwam het bedrijf tot volle bloei en produceerde men jaarlijks 100.000 gitaren, die over de hele wereld geëxporteerd werden. In 1970 werd het bedrijf in Best gesloten en uiteindelijk ging het bedrijf in 1976 failliet. 

### Boxtel
Begin jaren tachtig werd onder leiding van een geselecteerd aantal oud-werknemers uit Best opnieuw gitaren gebouwd in de sociale werkplaats WSD De Singel in Boxtel. Nu onder de naam: Alpha. 
De kleinzoon van Uilke Gerard Egmond, Joep Egmond, had in 2023 het plan om weer Egmond-gitaren in Eindhoven te gaan produceren. Dit initiatief is niet gerealiseerd.

## Gitaarmodellen
Egmond heeft in totaal zo'n 250 verschillende typen gitaren geproduceerd. Het produceerde voornamelijk relatief goedkope gitaren en speelde daarmee in op de destijds niet zo rooskleurige economie in Nederland. Veel bekende artiesten in binnen- en buitenland zijn hun carrière met een gitaar van Egmond begonnen. Deze bleken echter niet te voldoen voor meerdere echte optredens - zo beklaagde Paul McCartney zich over zijn Solid 7. Musici zouden later dan ook op duurdere Duitse en Amerikaanse modellen overstappen.
Een bekend gitaartype van Egmond was de Toledo, een akoestische gitaar. Eenvoudige gitaren konden elektrisch gemaakt worden door er een Royal-element dan wel versterker bij te nemen. De Toledo werd voor de Engelse markt omgedoopt tot Rosetti. Hierna volgden de Wilson, Orpheum en de Lion. In de jaren vijftig werden de Miller-gitaren geproduceerd, die een goede reputatie hadden. De Wilson en Miller gitaren waren archtopgitaren die populair waren bij de Nederlandse indo-rockers, zoals de Tielman Brothers.
In de literatuur wordt voorts met name Egmonds (Martin) Vega- en Alpha-gitaren genoemd. Uit de jaren 60 is er de Thunder (Egmond 3), ook wel bekend als het Airline 3-model, anno 2021 een verzamelobject.

### Lijst van Egmond-gitaarmodellen
De Egmond-modellen waren gecodeerd met een wirwar aan letters en cijfercombinaties. Om de gitaren populairder te maken, werd de 7-serie bedacht. Zo ontstond de Lucky 7 (feitelijk de JG113/5CA), de Solid 7 en de Bass 7. De instrumenten werden bovendien in verschillende landen onder verschillende merknamen verkocht. Zo was er Alberti, Alex, Alfesta, Alpha, Caledonie (een luxe versie), Combo (een luxe versie), Dixieland, Frima, Goldene Harfe, Hi-Spot, Jester, Lido, Lion, Manhattan, Marizza, Miller (een luxe versie), Orpheum, Roderich Paesold, Rosetti (op de Britse markt), Royal, Royalist, Stadium, Strad-O-Lin, Tonemaster, Vander, Vega en Wilson (een luxe versie).
| Model               | Serie     | Productie-periode | Eigenschappen | Bekende artiesten          | Afbeelding |
| ------------------- | --------- | ----------------- | --- | -------------------------- | ---------- |
|                     | EG 2      |                   | |                            |            |
| Thunder (Airline 3) | EG 3      | 1960er jaren      | Afwerking in glanzend goud met donkerbruine tinten en een 'ademende' houten kast. Met drie Powertone-pickups met krachtige tonen en microfonische eigenschappen, een Vibratone-tremolo, dat veelzijdige speelopties heeft, en schakelaars die experimentele tooncombinaties mogelijk maken. |                            |            |
| Princess            | EG 7      |                   | |                            |            |
| Thunder             | EG 3; 2V  |                   | Hoge kwaliteit |                            |            |
| Typhoon             | 3V        |                   | Hoge kwaliteit |                            |            |
| Tempest             |           |                   | Vergelijkbaar met 2V en 3V, maar gesofisticeerder en luxer uitgevoerd |                            |            |
| Scout               |           |                   | |                            |            |
| Western 3           |           |                   | |                            |            |
| Bass 2V             |           |                   | |                            |            |
| Egmond 43           |           |                   | |                            |            |
| Alpha               |           |                   | |                            |            |
| Toledo; Rosetti 276 | EG 105/0  |                   | Akoestische gitaar | George Harrison, Brian May |            |
| Lucky 7             | JG113/5CA |                   | |                            |            |
| Solid 7             |           |                   | | Paul McCartney             |            |
| Bass 7              |           |                   | |                            |            |
| Telstar             |           |                   | |                            |            |